# Paepalanthus chlorophyllus
Paepalanthus chlorophyllus är en gräsväxtart som beskrevs av Silveira. Paepalanthus chlorophyllus ingår i släktet Paepalanthus och familjen Eriocaulaceae. Inga underarter finns listade i Catalogue of Life.